# 1968 год в музыке

## События
- 5 января — Джими Хендрикса посадили на один день в тюрьму после того, как он напился и разгромил отель «Goteberg Hotel» в Стокгольме (Швеция).
- Январь — группа The Beatles создаёт фирму «Apple Corps, Ltd.», включающую студию звукозаписи, звукозаписывающий лейбл и магазин одежды.
- 29 сентября — в Берлине состоялась мировая премьера оперы «Улисс» Луиджи Даллапикколы.
- Из группы Pink Floyd ушёл Сид Барретт.
- Ноябрь — распалась группа Cream.

### Новые группы
См. также категорию музыкальных коллективов, появившихся в 1968 году
- В Кёльне образована группа The Can, позже упростившая название до Can.
- В Торонто образована группа Rush.
- Образована группа Free.
- Образована группа Yes.
- Образована британская джаз-рок-группа Colosseum.
- Образована группа Deep Purple.
- Образована группа Sweet.
- Образована группа Henry Cow.
- После распада группы The Yardbirds образована группа Led Zeppelin.
- Образована группа Nazareth.
- Создана группа King Crimson.
- Образована группа Jethro Tull.
- Образована группа The Polka Tulk Blues Band, позже переименованная в Black Sabbath.

## Выпущенные альбомы
См. также категорию музыкальных альбомов 1968 года
- Beat With Us (Shocking Blue)
- Adriano Rock (Адриано Челентано)
- Azzurro/Una carezza in un pugno (Адриано Челентано)
- A Saucerful of Secrets (Pink Floyd)
- Any Day Now (Джоан Баэз)
- Astral Weeks (Ван Моррисон)
- Beggars Banquet (The Rolling Stones)
- Bookends (Simon and Garfunkel)
- Child Is Father to the Man (Blood, Sweat & Tears)
- Electric Ladyland (The Jimi Hendrix Experience)
- Friends (The Beach Boys)
- God Bless the Red Krayola and All Who Sail With It (Red Krayola
- In the Groove (Марвин Гей)
- Lady Soul (Арета Франклин)
- Le Temps des Fleurs (Далида)
- Magic Bus: The Who on Tour (The Who)
- Shades of Deep Purple (Deep Purple)
- Shine On Brightly (Procol Harum)
- The Beatles (White Album) (The Beatles)
- The Book of Taliesyn (Deep Purple)
- The Graduate Original Soundtrack (Simon and Garfunkel)
- This Was (Jethro Tull)
- Traffic (Traffic)
- Waiting for the Sun (The Doors)
- Wheels of Fire (Cream)
- Creedence Clearwater Revival (Creedence Clearwater Revival)
- White Light/White Heat (The Velvet Underground)
- The Hangman's Beautiful Daughter (The Incredible String Band)

## Лучшие песни года по версии журнала Rolling Stone
- «Hey Jude» (The Beatles)
- «(Sittin' on) the Dock of the Bay» (Отис Реддинг)
- «Sympathy for the Devil» (The Rolling Stones)
- «The Weight» (The Band)
- «Waterloo Sunset» (The Kinks)
- «All Along the Watchtower» (Джимми Хендрикс)
- «Sunshine of Your Love» (Cream)
- «I Heard It Through the Grapevine» (Марвин Гей)
- «Voodoo Child» (Джимми Хендрикс)
- «Jumpin' Jack Flash» (The Rolling Stones)
- «Born to Be Wild» (Steppenwolf)
- «While My Guitar Gently Weeps» (The Beatles)
- «Everyday People» (Sly & the Family Stone)
- «Wichita Lineman» (Глен Кэмпбелл)
- «Dance to the Music» (Sly & the Family Stone)
- «Son of a Preacher Man» (Дасти Спрингфилд)

## Продажи
- Самый продаваемый сингл в США (Billboard Hot 100) — «Hey Jude» (The Beatles)
- Самый продаваемый сингл в Великобритании — «Hey Jude» (The Beatles)
- Самый продаваемый альбом в США (Billboard Top 200) — «Are You Experienced?» (Джими Хендрикс)
- Самый продаваемый альбом в Великобритании — звуковая дорожка к фильму «Звуки музыки» (Джули Эндрюс и др.)

## Награды
- «Грэмми» за альбом года — Глен Кэмпбел за «By the Time I Get to Phoenix»
- «Грэмми» за запись года — Simon & Garfunkel за «Mrs. Robinson»

### Зал славы кантри
- Боб Уиллс[1]

## Родились

### Январь
- 5 января — DJ BoBo — швейцарский певец, композитор и продюсер
- 11 января — Том Дюмон — американский музыкант, гитарист группы No Doubt
- 14 января — LL Cool J — американский рэпер, продюсер и актёр
- 16 января — Аттикус Росс — британский музыкант и композитор, клавишник группы Nine Inch Nails
- 17 января — Скотт Кленденин[англ.] (ум. 2015) — американский музыкант, бас-гитарист группы Death
- 22 января — Хит (ум. 2023) — японский рок-музыкант, бас-гитарист группы X Japan
- 27 января
  - Зуфер Сафин (ум. 2023) — российский татарский певец
  - Tricky — британский трип-хоп-музыкант

### Февраль
- 1 февраля — Лиза Мари Пресли (ум. 2023) — американская певица и автор песен[2]
- 15 февраля — Эд О’Брайен — британский музыкант, гитарист группы Radiohead
- 19 февраля — Фрэнк Уоткинс (ум. 2015) — американский рок-музыкант, бас-гитарист групп Obituary и Gorgoroth

### Март
- 29 марта — Владимир Пресняков-младший — советский и российский эстрадный певец, музыкант и композитор
- 30 марта — Селин Дион — канадская певица, автор песен, актриса и композитор

### Апрель
- 17 апреля — Валерия — российская эстрадная певица
- 28 апреля — Дэйзи Берковиц (ум. 2017) — американский музыкант, основатель и гитарист группы Marilyn Manson

### Май
- 6 мая — Максим Фадеев — советский и российский композитор, музыкальный продюсер и автор-исполнитель
- 28 мая — Кайли Миноуг — австралийская поп-певица, автор песен и актриса

### Июнь
- 9 июня — Руся — советская, украинская и американская певица
- 12 июня — Джуэлл[англ.] (ум. 2022) — американская певица
- 17 июня — Максим Покровский — советский и российский певец, музыкант и автор песен, лидер группы «Ногу свело!»
- 21 июня — Соник — британская певица и диджей

### Июль
- 16 июля — Леонид Агутин — советский и российский певец, музыкант и автор песен,
- 22 июля — Сергей Наговицын (ум. 1999) — российский певец, музыкант и автор песен

### Август
- 10 августа — Шон Карр (ум. 2018) — британский и украинский рок-певец и гитарист
- 17 августа — Кузьма Скрябин (ум. 2015) — украинский певец, музыкант и автор песен, вокалист группы «Скрябин»

### Сентябрь
- 3 сентября — Катя Сассун (ум. 2002) — американская актриса, фотомодель и певица
- 4 сентября — Инна Пиварс — российская актриса и певица, солистка группы Inna Pivars & The Histriones
- 7 сентября — Герман Витке (ум. 2022) — советский и российский поэт-песенник
- 10 сентября
  - Биг Дэдди Кейн — американский рэпер
  - Александр Иванов — советский и российский певец, музыкант и автор песен, лидер группы «НАИВ»
- 17 сентября — Анастейша — американская певица и автор песен
- 25 сентября — Уилл Смит — американский актёр, продюсер и рэпер

### Октябрь
- 3 октября — Севиль Гаджиева (ум. 2000) — азербайджанская певица
- 7 октября — Том Йорк — британский певец, музыкант и автор песен, вокалист группы Radiohead
- 13 октября — Карлос Марин (ум. 2021) — испанский оперный и эстрадный певец (баритон), солист группы Il Divo
- 16 октября — Илья Лагутенко — советский и российский рок-музыкант и певец, лидер группы «Мумий Тролль»

### Ноябрь
- 14 ноября — Светлана Сурганова — советская и российская певица, музыкант и автор песен, вокалистка и скрипачка группы «Ночные снайперы», лидер группы «Сурганова и оркестр»
- 22 ноября — Big Syke (ум. 2016) — американский рэпер

### Декабрь
- 2 декабря — Нейт Мендел — американский музыкант, бас-гитарист групп Sunny Day Real Estate и Foo Fighters
- 15 декабря — Светлана Владимирская — российская певица

### Без точной даты
- Евгений Шаповалов (ум. 2022) — советский и израильский оперный певец и музыкальный продюсер

## Скончались
- 15 февраля — Литтл Уолтер (37) — американский гитарист и исполнитель на губной гармонике
- 16 февраля — Виктор Беляев (80) — русский и советский музыковед
- 27 февраля — Фрэнки Лаймон (25) — американский певец, вокалист группы The Teenagers
- 5 марта — Сид Нейтан (63) — американский бизнесмен, основатель лейбла King Records
- 12 марта — Андреа Делла Корте (84) — итальянский музыковед, музыкальный критик и педагог
- 23 марта — Манолита де Андуага (92) — шведская пианистка и композитор
- 6 апреля — Семён Бендерский (69) — советский композитор и музыкальный редактор
- 11 апреля — Георг Айсман (68/69) — немецкий музыковед и музейный работник
- 26 мая — Литтл Вилли Джон (30) — американский певец
- 6 июля — Адам Солтыс (78) — польский и украинский композитор, дирижёр и педагог
- 12 июля — Ада Сари (82) — польская оперная певица (сопрано) и музыкальный педагог
- 22 августа — Марио Барбьери (80) — итальянский композитор и дирижёр
- 4 сентября
  - Сергей Аксаков (77) — советский композитор
  - Ханс Хикман (60) — немецкий музыковед, композитор, дирижёр, педагог и общественный деятель
- 17 октября — Анатолий Белоцкий (59) — советский бандурист и архитектор
- 1 ноября — Вера Александрова (75) — шведская артистка балета и хореограф русского происхождения
- 6 декабря — Ашуг Ислам (75) — советский азербайджанский ашуг
- без точной даты — Ильяс Аухадеев (63/64) — советский дирижёр, скрипач и музыкальный педагог